# Jaborá
Jaborá is een gemeente in de Braziliaanse deelstaat Santa Catarina. De gemeente telt 4.129 inwoners (schatting 2009).

## Aangrenzende gemeenten
De gemeente grenst aan Catanduvas, Concórdia, Irani, Joaçaba, Ouro en Presidente Castelo Branco.